# Sphyrapus tanais
Sphyrapus tanais är en kräftdjursart. Sphyrapus tanais ingår i släktet Sphyrapus och familjen Sphyrapidae. Inga underarter finns listade i Catalogue of Life.